# Thế kỷ 24
Thế kỷ 24 là thế kỷ trong Công Nguyên, trong lịch Gregory là khoảng thời gian từ ngày 1 tháng 1 năm 2301 cho đến ngày 31 tháng 12 năm 2400.